# فنیان رام
فنیان رام (به انگلیسی: Fenian Ram) یک زیردریایی است که طول آن ۹٫۴ متر (۳۰ فوت ۱۰ اینچ) و ارتفاع آن ۱٫۸ متر (۵ فوت ۱۱ اینچ) می‌باشد. این زیردریایی در سال ۱۸۸۱ ساخته شد.